# Fagradalsfjall
Fagradalsfjall (vertaald uit het IJslands: Mooievallei-berg) is een tufsteenberg en tuyavulkaan op het schiereiland Reykjanes in IJsland. De berg is van noord-oost naar zuid-west langgerekt en het hoogste punt is ongeveer 385 meter hoog. Daarmee is het de hoogste berg op Reykjanes. De exacte hoogte kan overigens per moment verschillen doordat de bodem regelmatig stijgt of daalt door magmatische activiteit.
De Fagradalsfjall is ontstaan tijdens een ijstijd bij een eruptie onder een gletsjer. Een kleine lavalaag aan de bovenzijde geeft aan dat deze een klein stukje boven de gletsjer uitkwam. De berg is geclassificeerd als een tafelberg.
De naam Fagradalsfjall wordt ook wel voor het hele gebergte gebruikt. Het Fagradalsfjallgebergte omvat ook bergen als Langihryggur, Stóri-hrútur, Borgarfjall, Litli-hrútur, Kistufell, Merahdalahnúkar en de dalen Meradalir, Geldingadalir en Nátthaggi.
Onderaan de oostflank van de berg ontstond met de eerste uitbarsting op 19 maart 2021 in het dal Geldingadalir een vulkanisch systeem en lavaveld dat Fagradalshraun heet. Dit systeem dat zich uitstrekt van vulkaanberg Keilir tot aan de zee en ook het fagradalsfjalgebergte omvat is nadien nog tweemaal uitgebarsten. Voordat deze een eigen naam kreeg werd deze ook wel als Fagradalsfjallvulkaan omschreven.
Vulkanische activiteit die sinds november 2023 het dorp Grindavík bedreigt en in de maanden daarna meermaals uitbarstte bij de Sundhnuk-kraters, komt (anders dan in sommige media wordt beweerd) niet van dit systeem maar van het tien kilometer westelijker gelegen vulkaansysteem Eldvörp-Svartsengi dat op sommige kaarten bij het nog westelijker gelegen Reykjanes-systeem wordt getrokken. De het lavaveld uit dat systeem strekt zich uit tot aan de westflanken van Fagradalsfjall.

## Vliegtuigcrash

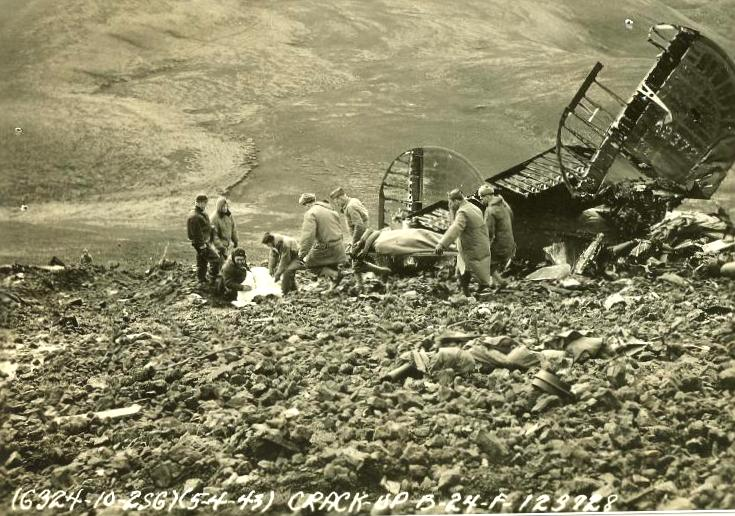
Het gecrashte militair vliegtuig (1943).

Op 3 mei 1943 stortte op deze berg een Amerikaans militair vliegtuig neer, een B-24 Liberator, genaamd "Hot Stuff", die onderweg was van Groot-Brittannië naar de Verenigde Staten. Het toestel had kort daarvoor bij slecht weer een afgebroken landing gemaakt op de Britse militaire luchthaven van Kaldaðarnes nabij Selfoss. Bij de crash kwamen veertien mensen om. Eén inzittende overleefde, hij werd na 24 uur gered. Onder de doden waren meerdere hooggeplaatste militairen van het Amerikaanse leger, waaronder luitenant-generaal Frank Maxwell Andrews.